# Трухнов, Борис Маркович
Борис Маркович Трухнов (7 ноября 1917 ― 28 октября 2001) ― советский и российский терапевт, Почётный гражданин города Владимир (1996). Заслуженный врач РСФСР (1962).

## Биография
Родился 7 ноября 1917 года в деревенской местности на территории Белоруссии.
Завершив обучение в средней школе стал работать грузчиком. Затем стал обучаться на рабочем факультете. В 1939 году с отличием завершил обучение в Минском медицинском институте.
В сентябре 1939 года был призван в ряды Красной армии. С июня 1941 года находился на фронтах Великой Отечественной войны. Участник Великой Отечественной войны. Принимал участие в сражениях на Западном, Воронежском, 1-м и 2-м Украинских, 1-м и 2-м Прибалтийском фронтах, являлся бригадным врачом. В боях имел ранения, был контужен.
После увольнения со службы переехал на постоянное место жительство во Владимирскую область, стал трудиться участковым врачом-терапевтом в городе Муроме. В дальнейшем был переведён и назначен заведующим отделением, а затем главным врачом Муромской городской больницы.
В 1960 году ему предложили возглавить Владимирскую областную больницу, которой он стал руководить на протяжении нескольких лет. Выполнил огромную работу по укреплению материально-технической базы медицинского учреждения, по его предложению были возведены ряд корпусов, хозяйственных построек, открыты новые отделения.
В 1970 году его назначили на должность заведующего областным отделом здравоохранения, который он возглавлял на протяжении 12 лет. По его инициативе были сданы в эксплуатацию: новый корпус больницы скорой медицинской помощи, стационар и поликлиника медицинских санчастей заводов «Автоприбор» и «Точмаш», онкологический диспансер, детская больница в посёлке Добрый, открыто ортопедическое отделение в детском санатории «Пиганово». Работу руководителя он совмещал с врачебной практикой терапевта. Являлся главным терапевтом Владимирской области.
Активный участник общественной жизни города и региона. Избиратели выбирали его депутатом областного и городского Советов народных депутатов. Некоторое время руководил Фондом милосердия.
Решением Владимирской городской Думы в 1996 году ему было присвоено звание «Почётный гражданин города Владимира».
Проживал в городе Владимире. Умер 28 октября 2001 года. Похоронен на кладбище Улыбышево во Владимире.

## Награды и звания
- Орден Октябрьской Революции,
- Орден Отечественной войны I степени,
- два Ордена Трудового Красного Знамени,
- Орден Дружбы народов,
- два ордена Красной Звезды
- другими медалями
- Заслуженный врач РСФСР,
- Отличник здравоохранения (СССР),
- Почётный гражданин города Владимира (1996).